# Conselleria d'Educació i Ciència de la Generalitat Valenciana
La Conselleria d'Educació i Ciència de la Generalitat Valenciana fou una conselleria o departament del Consell de la Generalitat creada a meitat la III Legislatura (1991-1995) (des del 12 de juliol de 1993 fins al 6 de juliol de 1995) amb competències relatives a l'educació en tots els nivells, investigació i política lingüística.

## Llista de consellers
| Legislatura                                                                                   | Inici                  | Finalització                 | Nom                     | Partit |
| --------------------------------------------------------------------------------------------- | ---------------------- | ---------------------------- | ----------------------- | ------ |
| Preautonomia (1978-1981)                                                                      |                        |                              |                         |        |
| Disgregada en les conselleries d''Educació i Ciència' i de Cultura                            |                        |                              |                         |        |
| 10 d'abril de 1978                                                                            | 30 de juny de 1979     |                              |                         |        |
| 10 d'abril de 1978                                                                            | 30 de juny de 1979     |                              |                         |        |
| 10 d'abril de 1978                                                                            | 30 de juny de 1979     |                              |                         |        |
| Conselleria d'Educació i Cultura                                                              |                        |                              |                         |        |
| 30 de juny de 1979                                                                            | 15 de setembre de 1981 | Josep Peris Soler            | UCD                     |        |
| Disgregada en les conselleries d'Educació i de Cultura                                        |                        |                              |                         |        |
| 15 de setembre de 1981                                                                        | 1 de desembre de 1982  |                              |                         |        |
| 15 de setembre de 1981                                                                        | 1 de desembre de 1982  |                              |                         |        |
| 15 de setembre de 1981                                                                        | 1 de desembre de 1982  |                              |                         |        |
| Conselleria de Cultura, Educació i Ciència                                                    |                        |                              |                         |        |
| 1 de desembre de 1982                                                                         | 28 de juny de 1983     | Ciprià Ciscar i Casaban      | PSPV                    |        |
| I (1983-1987)                                                                                 | 28 de juny de 1983     | 24 de juliol de 1985         | Ciprià Ciscar i Casaban | PSPV   |
| II (1987-1991)                                                                                |                        |                              |                         |        |
| 24 de juliol de 1985                                                                          | 19 de setembre de 1989 | Ciprià Ciscar i Casaban      | PSPV                    |        |
| 19 de setembre de 1989                                                                        | 16 de juliol de 1991   | Antoni Escarré Esteve        | PSPV                    |        |
| III (1991-1995)                                                                               |                        |                              |                         |        |
| 16 de juliol de 1991                                                                          | 12 de juliol de 1993   | Andreu López Blasco          | PSPV                    |        |
| Disgregada en les conselleries de Cultura i d''Educació i Ciència'                            |                        |                              |                         |        |
| 12 de juliol de 1993                                                                          | 6 de juliol de 1995    |                              |                         |        |
| 12 de juliol de 1993                                                                          | 6 de juliol de 1995    | Pilar Pedraza Martínez       | PSPV                    |        |
| 12 de juliol de 1993                                                                          | 6 de juliol de 1995    | Joan Romero González         | PSPV                    |        |
| IV (1995-1999)                                                                                |                        |                              |                         |        |
| Conselleria de Cultura, Educació i Ciència                                                    |                        |                              |                         |        |
| 6 de juliol de 1995                                                                           | 7 de maig de 1996      | Fernando Villalonga Campos   | PP                      |        |
| 7 de maig de 1996                                                                             | 24 de febrer de 1997   | Marcela Miró Pérez           | PP                      |        |
| 24 de febrer de 1997                                                                          | 23 de gener de 1999    | Francisco Camps Ortiz        | PP                      |        |
| 23 de gener de 1999                                                                           | 23 de juliol de 1999   | Manuel Tarancón Fandos       | PP                      |        |
| V (1999-2003)                                                                                 |                        |                              |                         |        |
| 23 de juliol de 1999                                                                          | 22 de maig de 2000     | Manuel Tarancón Fandos       | PP                      |        |
| Conselleria de Cultura i Educació                                                             |                        |                              |                         |        |
| 22 de maig de 2000                                                                            | 21 de juny de 2003     | Manuel Tarancón Fandos       | PP                      |        |
| VI (2003-2007)                                                                                |                        |                              |                         |        |
| Conselleria de Cultura, Educació i Esport                                                     |                        |                              |                         |        |
| 21 de juny de 2003                                                                            | 27 d'agost de 2004     | Esteban González Pons        | PP                      |        |
| 27 d'agost de 2004                                                                            | 29 de juny de 2007     | Alejandro Font de Mora       | PP                      |        |
| VII (2007-2011)                                                                               |                        |                              |                         |        |
| Disgregada en les conselleries d'Educació i de Cultura i Esport                               |                        |                              |                         |        |
| 29 de juny de 2007                                                                            | 22 de juny de 2011     |                              |                         |        |
| 29 de juny de 2007                                                                            | 22 de juny de 2011     | Alejandro Font de Mora Turón | PP                      |        |
| 29 de juny de 2007                                                                            | 22 de juny de 2011     | Trinidad María Miró Mira     | PP                      |        |
| VIII (2011-2015)                                                                              |                        |                              |                         |        |
| Disgregada en les conselleries d'Educació, Formació i Ocupació i de Turisme, Cultura i Esport |                        |                              |                         |        |
| 22 de juny de 2011                                                                            | 2 de gener de 2012     |                              |                         |        |
| 22 de juny de 2011                                                                            | 2 de gener de 2012     | José Císcar Bolufer          | PP                      |        |
| 22 de juny de 2011                                                                            | 2 de gener de 2012     | Dolores Johnson Sastre       | PP                      |        |
| 2 de gener de 2012                                                                            | 7 de desembre de 2012  |                              |                         |        |
| 2 de gener de 2012                                                                            | 7 de desembre de 2012  | Maria José Català Verdet     | PP                      |        |
| 2 de gener de 2012                                                                            | 7 de desembre de 2012  | Dolores Johnson Sastre       | PP                      |        |
| Conselleria d'Educació, Cultura i Esport                                                      |                        |                              |                         |        |
| 7 de desembre de 2012                                                                         | Actualitat             | Maria José Català Verdet     | PP                      |        |